# Große Synagoge (Budapest)

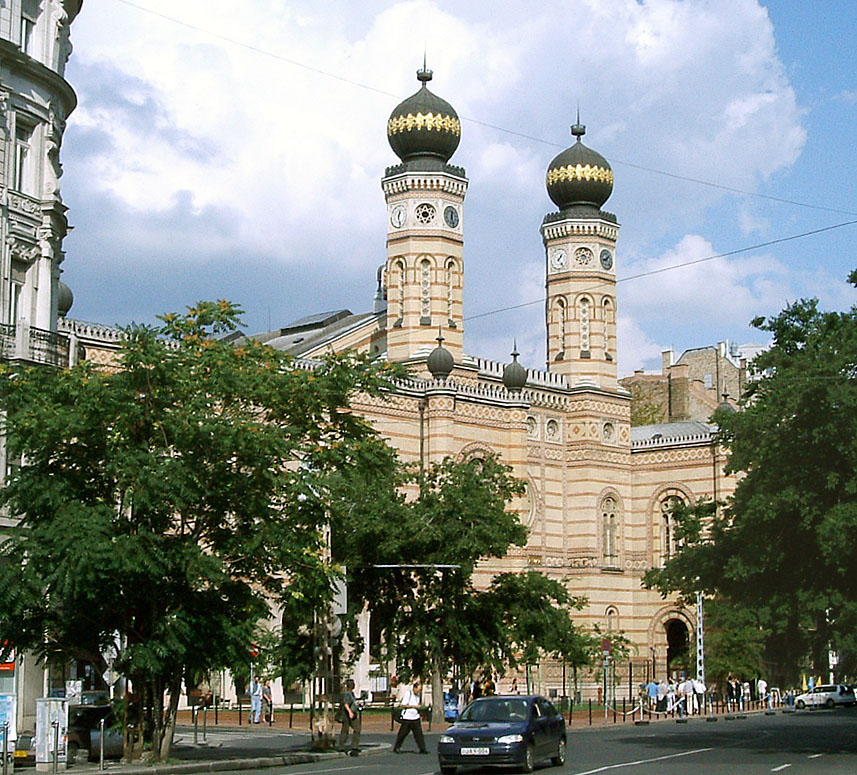
Die Große Synagoge in der Dohánystraße

Die Große Synagoge (ungarisch: nagy zsinagóga) in der Dohány utca, deutsch Tabakgasse, deshalb auch Tabaktempel genannt, ist eine nach Plänen des Wiener Architekten Ludwig Förster unter der Leitung von Ignaz Wechselmann 1854–1859 im maurischen Stil für die Pester jüdische Gemeinde errichtete Synagoge in Budapest. Sie folgte dem gemäßigten Ritus, der in Ungarn als Neolog (ähnlich dem Konservativen Judentum) bezeichnet wird. Heute ist sie mit 2964 Sitzplätzen Europas größte Synagoge.

## Geschichte

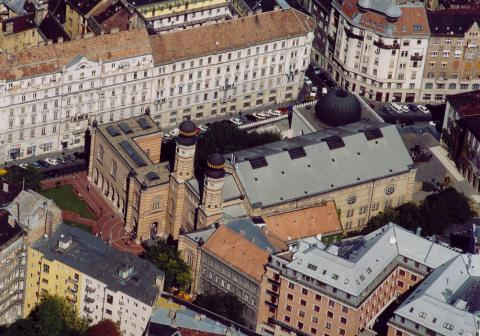
Lage der Synagoge

Juden sind für Buda seit dem 11., für Pest seit dem 15. Jahrhundert belegt.
In Pest durften sich Juden erst wieder im späten 18. Jahrhundert niederlassen. Im 19. Jahrhundert wuchs die zu Wohlstand gelangte jüdische Gemeinde in Pest stark an, sodass die bestehenden Synagogen nicht mehr genügten. Anfänglich konnte sich die Gemeinde nicht einigen, wie orthodox die neue Synagoge sein sollte; 1853 wurde jedoch ein Kompromiss erreicht und ein Wettbewerb ausgeschrieben, den der Wiener Architekt Ludwig Förster mit einem Entwurf im maurischen Stil gewann. Die Bauarbeiten begannen im Sommer 1854, am 6. September 1859 wurde die Synagoge eingeweiht.
Zum Gebäudekomplex gehört auch das Jüdische Museum Budapests (Zsidó Múzeum), errichtet an der Stelle des Elternhauses von Theodor Herzl, dem Begründer des modernen politischen Zionismus. Das neue Gebäude wurde zu diesem Zweck 1930–1931 errichtet. Es birgt Stücke der Pester Chewra Kadischa und erinnert auch an den Holocaust. An der Seitenwand der Synagoge steht ein Denkmal für den schwedischen Diplomaten Raoul Wallenberg, der im Zweiten Weltkrieg viele ungarische Juden gerettet hat.

## Beschreibung

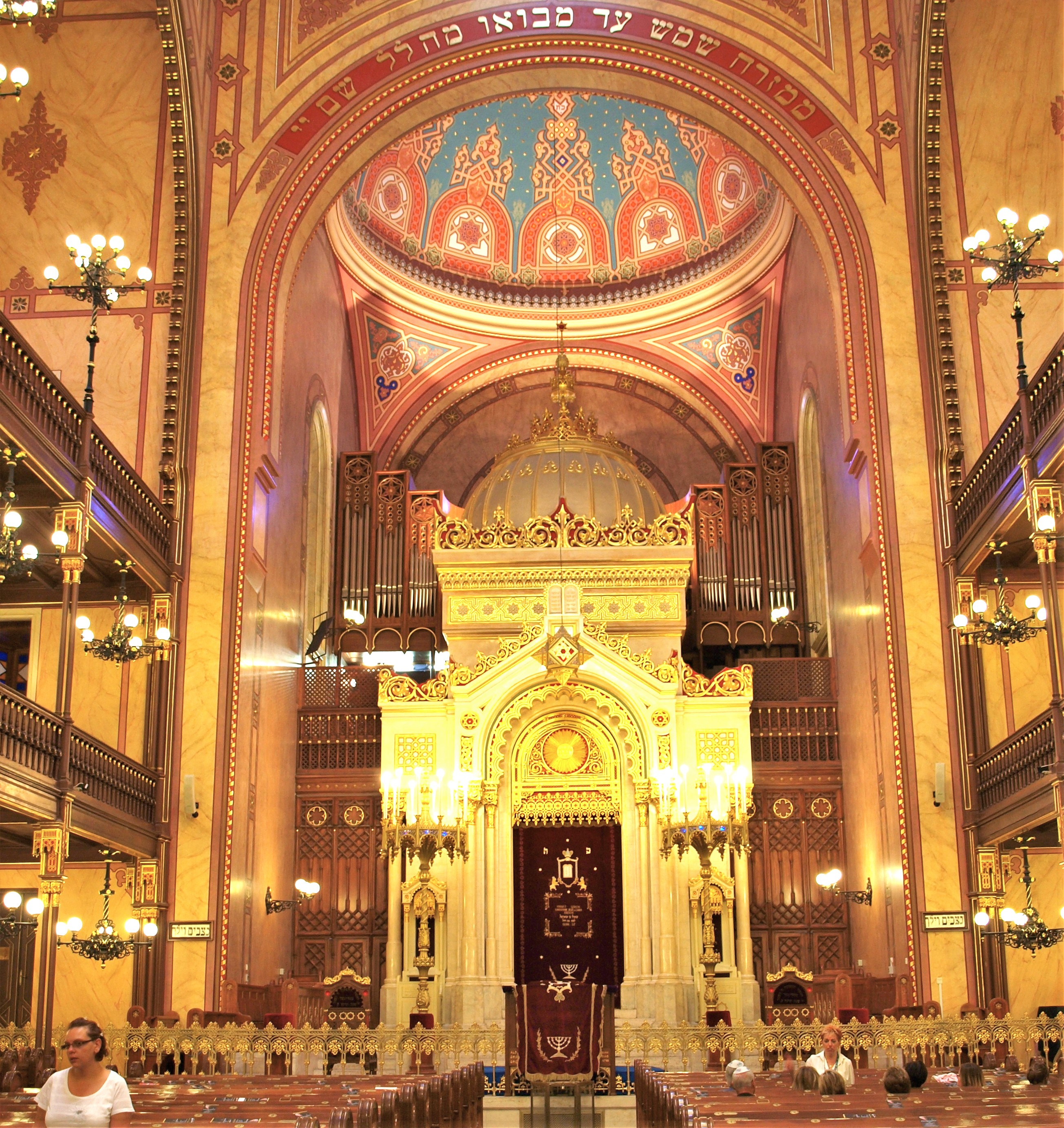
Der Innenraum mit Toraschrein, Parochet und Ner Tamid

Die Synagoge hat Ähnlichkeiten mit der gleichzeitig von Förster in Wien geplanten Leopoldstädter Synagoge in der Tempelgasse, ist jedoch bedeutend größer. Beide Synagogen sind in einem „maurischen“ Stil gehalten, der hauptsächlich von der Alhambra in Granada, aber auch von der babylonischen und assyrischen sowie der islamischen Architektur Ägyptens und der Türkei beeinflusst ist. Auch war man der Meinung, der Bau sei dem antiken salomonischen Tempel ähnlich, besonders die beiden Türme lehnen sich an die beiden Säulen Jachin und Boas desselben an. Der vermeintlich orientalische Stil, eine Art „jüdische Gotik“, sollte somit auf eine orientalische Herkunft der Juden hindeuten.
Die Fassade der Synagoge ist dreigeteilt. Die Seitenrisalite sind leicht vorgezogen, betont wird die Fassade durch die beiden von vergoldeten kleinen runden Kuppeln bekrönten über 40 Meter hohen achteckigen Türme. Die Außenmauern bestehen aus speziell angefertigten, auf ein rotes Steinfundament gesetzten Ziegeln.
Der Innenraum mit dem Grundriss einer dreischiffigen Basilika mit Apsis und doppelten Emporen, misst 37,93 × 24,65 Meter und hat rund 3000 Sitzplätze, je zur Hälfte für Frauen und Männer. Haupt- und Seitenschiffe sind durch große Rundbögen getrennt, das Hauptschiff wird durch gezackte Bögen unterteilt und vom Torahschrein abgetrennt, der einen von Friedrich Feszl geplanten eigenen Baukörper an der Ostwand bildet, auf dessen Seitenflügel die Pfeifen der Orgel ruhen. Auf der Orgel haben unter anderen Franz Liszt und Camille Saint-Saëns gespielt.

## Orgel

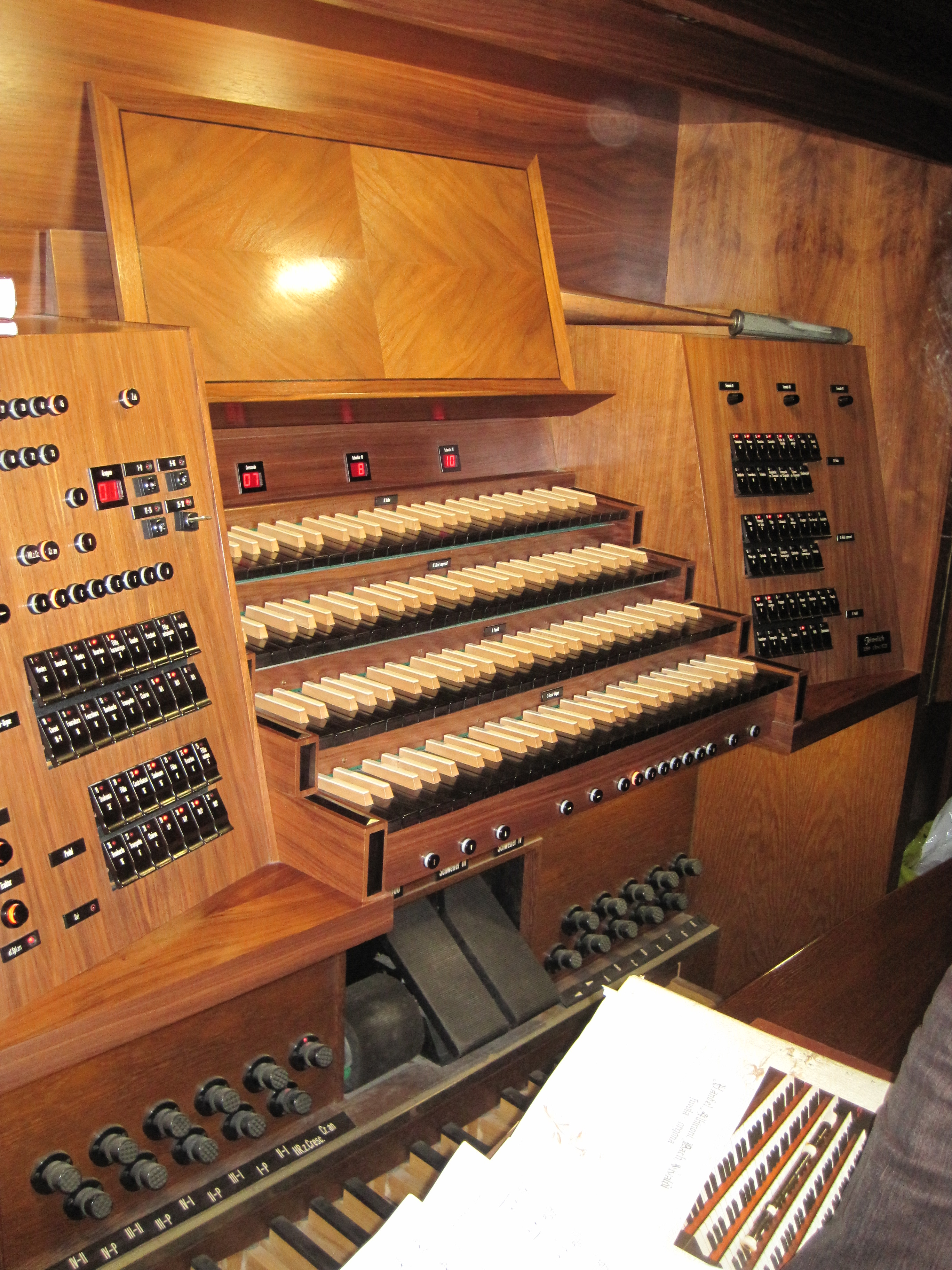
Orgel, Spieltisch

Die große Orgel der Synagoge wurde 1996 von der Orgelbaufirma Jehmlich erbaut. Die Hauptorgel hat 63 Register (Schleifladen) auf vier Manualen und Pedal. Teilweise wurde Pfeifenmaterial des Vorgängerinstruments wiederverwendet, das die Budapester Filiale von Rieger Orgelbau 1931 gebaut hatte. Vom vierten Manual aus lässt sich auch das Echowerk anspielen, das als Fernwerk mit zehn Registern von der ungarischen Orgelbaufirma BKM errichtet wurde. Die Spieltrakturen der Hauptorgel sind mechanisch, die des Echowerkes sowie die Registertrakturen sind elektrisch.
| I Grand Orgue C–g3 |                  |     |
| 01.                | Montre           | 16′ |
| 02.                | Bourdon          | 16′ |
| 03.                | Montre           | 08′ |
| 04.                | Bourdon          | 08′ |
| 05.                | Flûte harmonique | 08′ |
| 06.                | Gambe            | 08′ |
| 07.                | Prestant         | 04′ |
| 08.                | Flûte octaviante | 04′ |
| 09.                | Octavin          | 02′ |
| 10.                | Cornet III-V     |     |
| 11.                | Fourniture 1 III |     |
| 12.                | Fourniture 2 IV  |     |
| 13.                | Bombarde         | 16′ |
| 14.                | Trompete         | 08′ |
| 15.                | Clairon          | 04′ |

| II Positiv C–g3 |                |        |
| 16.             | Bourdon        | 8′     |
| 17.             | Flûte conique  | 8′     |
| 18.             | Prestant       | 4′     |
| 19.             | Flûte          | 4′     |
| 20.             | Nasard         | 2 ⁄3′  |
| 21.             | Doublette      | 2′     |
| 22.             | Tierce         | 1 3⁄5′ |
| 23.             | Piccolo        | 1′     |
| 24.             | Fourniture IV  |        |
| 25.             | Trompette      | 8′     |
| 26.             | Voix humaine 0 | 8′     |
|                 | Tremolo        |        |

| III Recit expressif C–g3 |                      |     |
| 27.                      | Flûte                | 16′ |
| 28.                      | Principal en bois    | 08′ |
| 29.                      | Flûte                | 08′ |
| 30.                      | Salicional           | 08′ |
| 31.                      | Voix celeste         | 08′ |
| 32.                      | Prestant             | 04′ |
| 33.                      | Cor de nuit          | 04′ |
| 34.                      | Doublette            | 02′ |
| 35.                      | Plein jeu IV         |     |
| 36.                      | Cymbale IV           |     |
| 37.                      | Basson               | 16′ |
| 38.                      | Trompette harmonique | 08′ |
| 39.                      | Clarinette           | 08′ |
| 40.                      | Clairon harmonique   | 04′ |
|                          | Tremolo              |     |

| IV. Manual C–g3 |                |        |
|                 | Echowerk       |        |
| 41.             | Quintatön      | 16′    |
| 42.             | Montre         | 08′    |
| 43.             | Bourdon        | 08′    |
| 44.             | Clarinette     | 08′    |
| 45.             | Viole de Gambe | 08′    |
| 46.             | Viole d' amour | 04′    |
| 47.             | Flûte          | 04′    |
| 48.             | Quinte         | 02 ⁄3′ |
| 49.             | Doublette      | 02′    |
| 50.             | Fourniture IV  |        |
|                 | Chamadenwerk   |        |
| 51.             | Bombarde       | 16′    |
| 52.             | Trompette      | 08′    |
| 53.             | Clairon        | 04′    |
|                 | Tremolo        |        |

| Pedal C–f1 |               |     |
| 54.        | Soubasse      | 32′ |
| 55.        | Flûte         | 16′ |
| 56.        | Contrebasse 0 | 16′ |
| 57.        | Soubasse      | 16′ |
| 58.        | Flûte         | 08′ |
| 59.        | Bourdon       | 08′ |
| 60.        | Flûte octave  | 04′ |
| 61.        | Bombarde      | 16′ |
| 62.        | Trompette     | 08′ |
| 63.        | Clairon       | 04′ |

- Koppeln: II/I, III/I, IV/I, IV/II, IV/III
- Nebenregister: Zimbelstern (II), Glockenspiel (IV, vorbereitet)

## Siehe auch

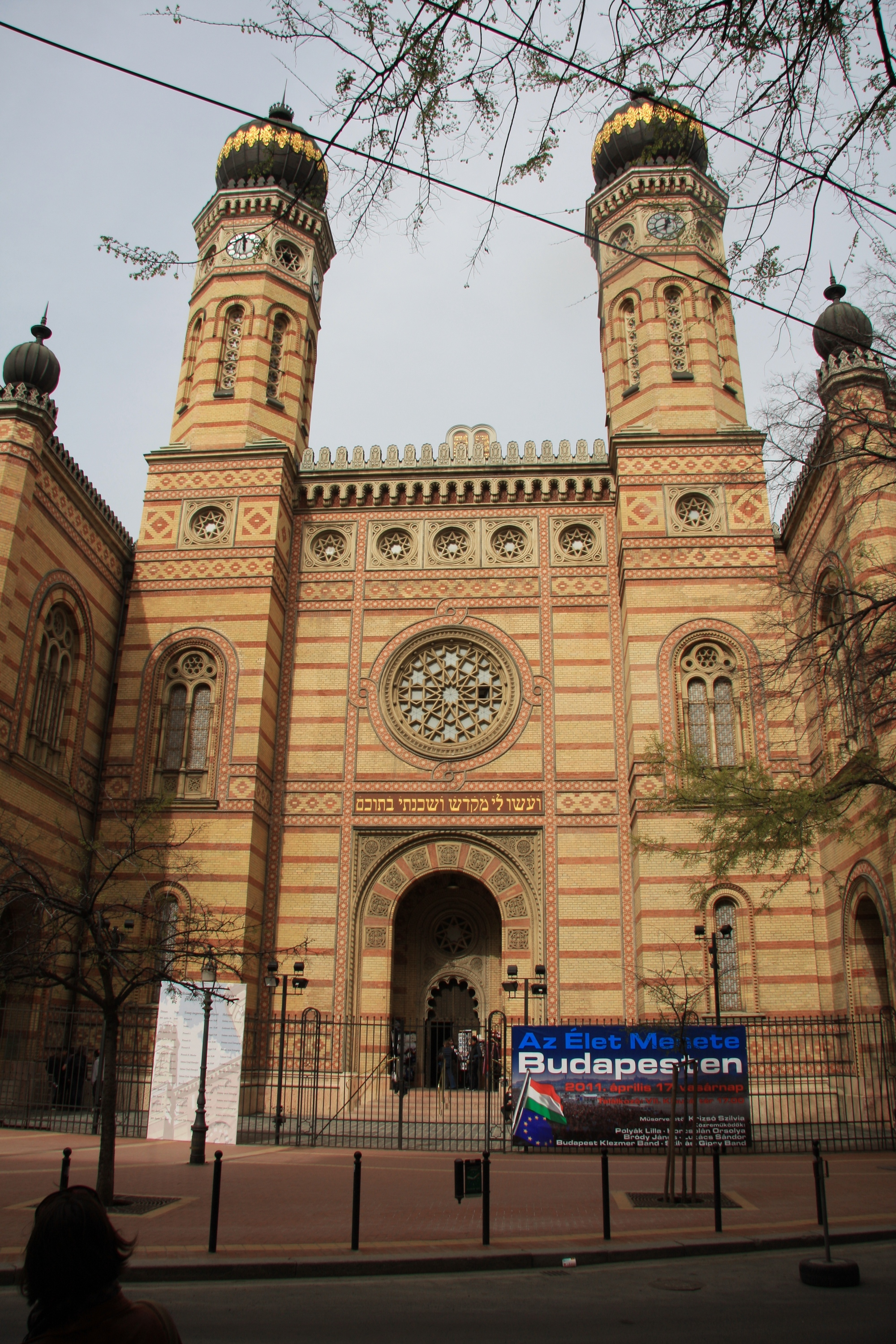
Hauptportal
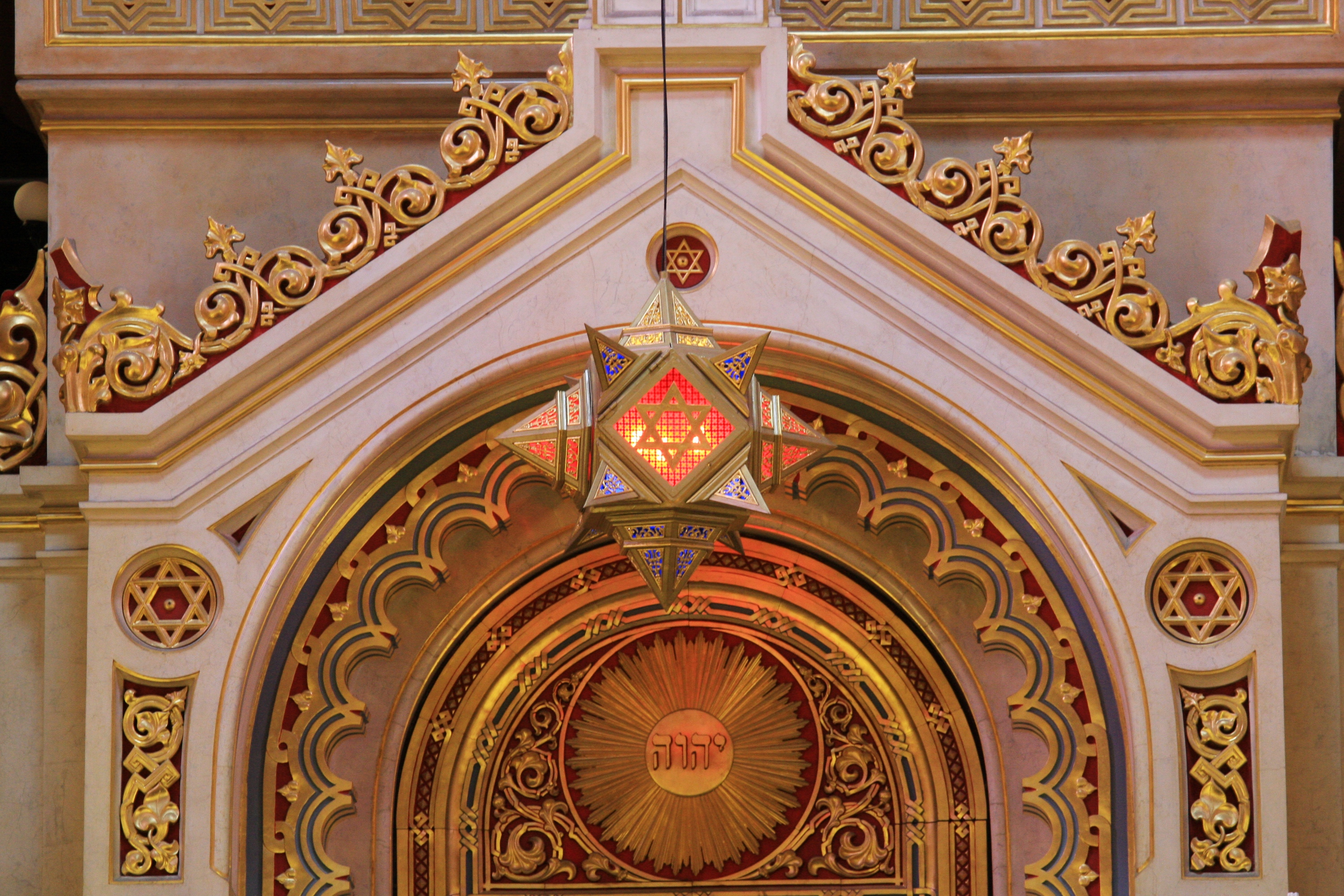
Ewiges Licht (ner tamid)
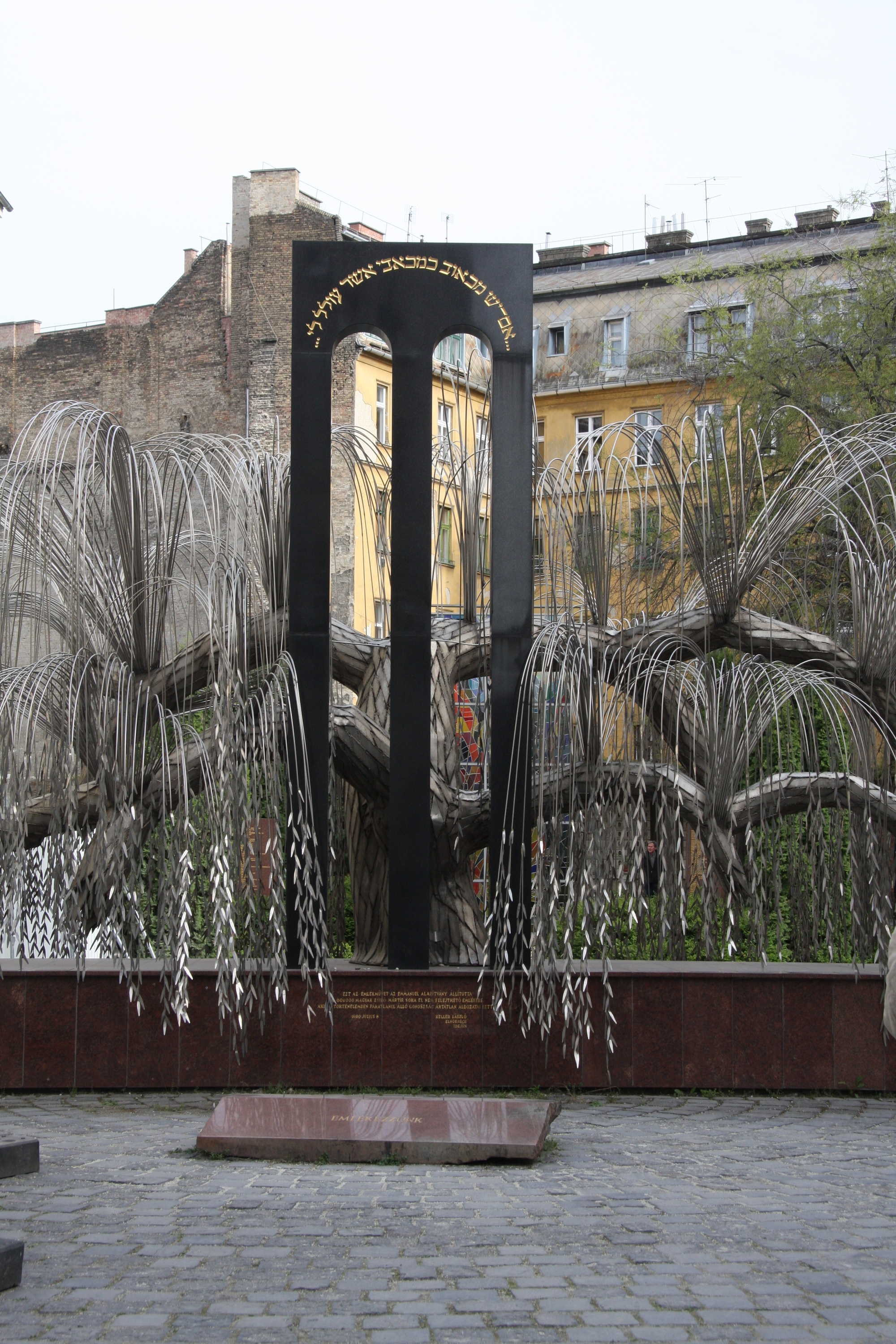
Der Baum des Lebens, in Erinnerung an die ungarischen Opfer des Holocausts. Inschrift über dem Bogen aus : ...ob irgendein Schmerz ist wie mein Schmerz...
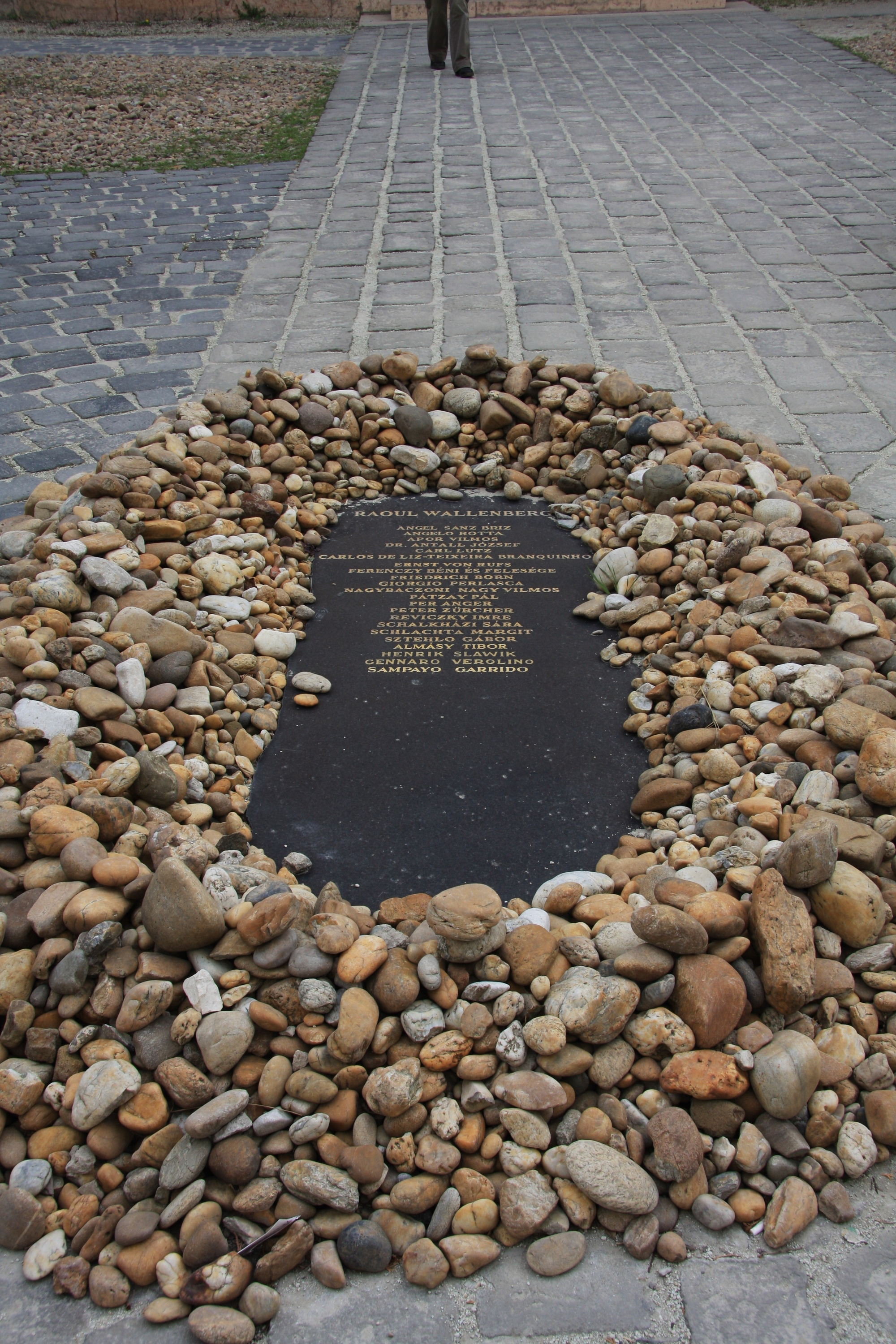
Mahnmal für Raoul Wallenberg und weitere Judenretter
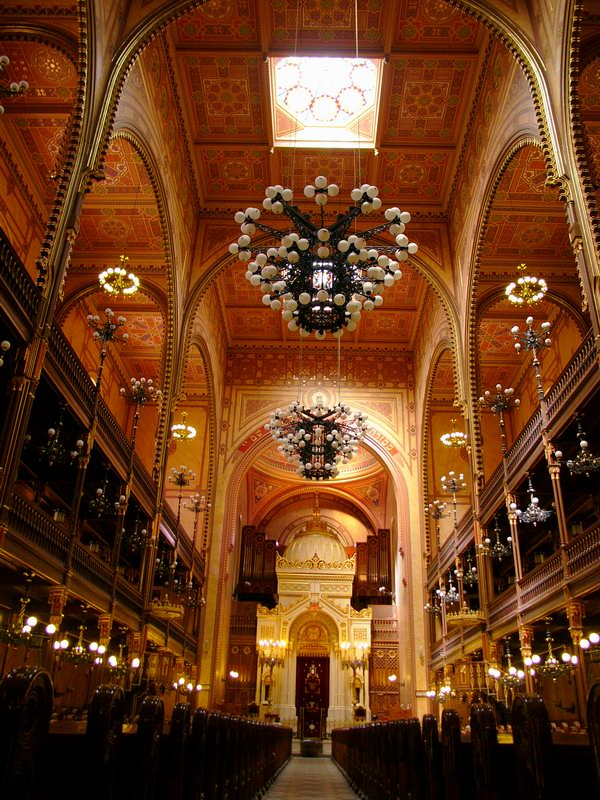
Innenansicht